# 1962년 아시안 게임
제4회 아시안 게임은 아시아 경기 연맹 주관으로 1962년 8월 24일부터 9월 4일까지 16일 동안 인도네시아 자카르타에서 열렸다. 17개국이 참가하였으며, 참가 선수는 1,460명이다.

## 유치 신청 도시
1958년 아시안 게임이 진행 중이던 1958년 5월 23일에 일본 도쿄에서 열린 아시아 경기 연맹(AGF) 총회에서 인도네시아 자카르타가 파키스탄 카라치를 누르고 1962년 아시안 게임 개최 도시로 선정되었다.
| 1962년 아시안 게임 개최지 투표 결과 | 1962년 아시안 게임 개최지 투표 결과 | 1962년 아시안 게임 개최지 투표 결과 |
| 나라                                | 도시                                | 득표                                |
| ----------------------------------- | ----------------------------------- | ----------------------------------- |
| 인도네시아                          | 자카르타                            | 22                                  |
| 파키스탄                            | 카라치                              | 20                                  |

## 참가국
총 17개 회원국이 참가했다. 사라왁이 처음으로 아시안 게임에 참가했다.
사회주의자였던 수카르노 대통령이 집권하고 있던 인도네시아 정부는 당시 중화인민공화국(중국)과 수교 중이었고, 또한 중화민국(타이완)이 수카르노 정부에 반대하는 세력에 협력했다는 이유로 중화민국 선수단의 입국을 거부하였다. 또한 이슬람권 국가인 인도네시아 정부는 아랍 세계 국가들의 압력으로 인해 이스라엘 선수단의 입국을 거부하였다. 한편 인도네시아 정부는 대한민국 선수단의 입국도 거부하려고 했지만 나중에 철회했다. 이를 계기로 인도네시아는 순수한 스포츠 경기를 정치 문제와 결부시키는 오점을 남겼다.
대회 종료 후 국제 올림픽 위원회(IOC)는 인도네시아를 국제 올림픽 위원회(IOC)에서 제명시키는 한편 인도네시아의 1964년 도쿄 하계 올림픽 참가를 금지했다. 인도네시아는 이에 반발하여 역시 IOC를 보이콧하던 중화인민공화국과 함께 이듬해인 1963년에 신흥국 경기 대회(GANEFO, 가네포) 대회를 창설하였다. 한편 국제 올림픽 위원회는 이 대회가 정치적으로 연관되어 있어 참가한 선수들이 올림픽에 참가할 수 없도록 조치하였다.
- 아프가니스탄 (11)
- 버마 (31)
- 캄보디아 (74)
- 실론 (32)
- 홍콩 (54)
- 인도 (74)
- 인도네시아 (285) (개최국)
- 일본 (210)
- 말라야 연방 (121)
- 북보르네오 (2)
- 파키스탄 (76)
- 필리핀 (173)
- 사라왁 (7)
- 싱가포르 (94)
- 대한민국 (137)
- 베트남 공화국 (37)
- 태국 (127)

## 종목
배드민턴이 대회 종목으로 처음 채택되었다. 국제 역도 연맹(IWF)은 인도네시아 정부가 정치적인 이유로 타이완, 이스라엘 선수단의 입국을 거부한 책임을 물어 아시안 게임에서 역도 종목의 승인을 취소하였다.
대한민국, 말라야 연방, 싱가포르, 이란, 인도, 일본, 파키스탄, 필리핀, 홍콩의 9개국은 역도 종목에서 불참하는 보이콧을 단행하여 역도 참가국은 주최국인 인도네시아만 남게 되었다. 결국 역도 경기는 아시안 게임에서 취소되고 말았다. 국제 올림픽 위원회(IOC), 국제 육상 경기 연맹(IAAF), 국제 역도 연맹(IWF) 등은 이 대회를 인정하지 않겠다고 하여 참가 선수와 자격을 박탈하겠다고 경고했지만, 인도네시아는 대회를 강행하였다.
| - 육상 (일부 국가만) - 수영 - 축구 - 테니스 - 농구 - 탁구 - 배구 | - 사이클 - 복싱 - 레슬링 - 사격 - 하키 - 배트민턴 |

## 메달 집계
| 순위 | 국가        | 금메달 | 은메달 | 동메달 | 합계 |
| ---- | ----------- | ------ | ------ | ------ | ---- |
| 1    | 일본        | 73     | 55     | 24     | 152  |
| 2    | 인도네시아  | 11     | 12     | 28     | 51   |
| 3    | 인도        | 10     | 13     | 11     | 34   |
| 4    | 파키스탄    | 8      | 11     | 8      | 27   |
| 5    | 필리핀      | 7      | 6      | 25     | 38   |
| 6    | 대한민국    | 4      | 8      | 11     | 23   |
| 7    | 태국        | 2      | 5      | 5      | 12   |
| 8    | 말라야 연방 | 2      | 3      | 5      | 10   |
| 9    | 버마        | 2      | 1      | 7      | 10   |
| 10   | 싱가포르    | 1      | 0      | 1      | 2    |
| 11   | 실론        | 0      | 1      | 2      | 3    |
| 12   | 홍콩        | 0      | 0      | 1      | 1    |
| 합계 | 합계        | 120    | 122    | 130    | 372  |